# ليو يان واي
ليو يان واي (بالصينية: 廖恩尉) هي مبارزة بالسيف صينية، ولدت في 9 يوليو 1989.

## روابط خارجية
- ليو يان واي على موقع الاتحاد الدولي للمبارزة (الإنجليزية)